# Fireworks (Purple Disco Machine)
Fireworks is een nummer van de Duitse dj Purple Disco Machine uit 2021, in samenwerking met de Britse zangeres Moss Kena en het Amerikaanse indiepopduo The Knocks. Het is de tweede single van, Exotica het tweede studioalbum van Purple Disco Machine.
Het nummer was de opvolger van de hit Hypnotized. In tegenstelling tot de voorganger was "Fireworks" iets minder succesvol, maar desondanks toch een hit te noemen. Zo bereikte het de 32e positie in Duitsland, het thuisland van Purple Disco Machine. De Nederlandse Top 40 werd niet bereikt, ondanks twee pogingen in de Tipparade. Op 10 april 2021 bereikte het nummer de eerste positie in de Tipparade, maar verdween een week later. Drie weken later was de plaat terug in de Tipparade, en op 3 juli 2021 werd opnieuw de eerste plek in de Tipparade gehaald, maar daar bleef het dan ook bij. In de Vlaamse Ultratop 50 kende de plaat met een 36e positie meer succes dan bij de noorderburen.